# 강익중
강익중(1960년~, 충청북도 청주)은 뉴욕에서 활동하는 설치미술가이다.

## 생애
1960년 충청북도 청주에서 출생하였다.
홍익대학교 서양화과를 졸업하고 미국 뉴욕 프랫 아트인스티튜트를 졸업한 후 현재까지 뉴욕에서 작품 활동을 하고 있으며 백남준 이후 국제무대에서 한국을 빛내는 예술가로 꼽히고 있다.
1994년 휘트니미술관에서 백남준과 〈멀티플 다이얼로그〉전을 열면서 이름을 알리기 시작했다.
1997년 베네치아비엔날레에 한국대표로 참가하여 특별상을 수상하였고 1999년 독일의 루드비히미술관에서 선정하는 '20세기 미술작가 120명'에 선정되기도 하였다. 2001년 UN본부에서 ‘AmazedWorld’ 전시, 2005년 알리센터에 ‘희망과 꿈’을 설치하는 등 활발한 작품 활동을 펼치고 있다.
최근에는 한글 작품을 제작해 전 세계 각지에 전시하거나 기증해 나가고 있다.
미국 뉴욕과 유럽 등 세계 곳곳의 ‘특수한 장소’에서 그 장소의 주제에 맞는 공공미술 프로젝트를 진행하며 활동중인 그는 2018년 순국선열에 대한 추모의 마음과 통일염원을 담은 공공미술 작품을 2018년 현충일에 순천만 국제정원에서 선보였다.

## 수상
- 1997년 오늘의 젊은 예술가상
- 1997년 베니스 비엔날레 특별상